# Sumpludwigia
Sumpludwigia (Ludwigia repens) är en dunörtsväxtart som beskrevs av Forst.. Sumpludwigia ingår i släktet ludwigior, och familjen dunörtsväxter. Inga underarter finns listade i Catalogue of Life.